# Erisipeloide
L'erisipeloide è una infezione cutanea causata dal batterio Gram positivo Erysipelothrix rhusiopathiae.

## Eziologia
Questo batterio è ubiquitario e si riscontra nel tratto gastrointestinale di una grande varietà di animali, in particolare suini, tacchini e pesci. La diffusione del batterio tra animali avviene principalmente per consumo di acque o alimenti contaminati da rifiuti animali infetti da parte degli stessi. L'uomo si contagia solitamente in seguito ad abrasioni venute a contatto con terreno o carne contaminata o punture sottocutanee con spine di pesce infetto. Sebbene possa colpire chiunque, le figure professionali più esposte sono allevatori, macellai, veterinari, cuochi, pescatori e pescivendoli tanto che la malattia è comunemente conosciuta con il nome di "malattia dei pescivendoli". Non sono disponibili dati affidabili in merito all'incidenza della patologia.

## Patogenesi
E. rhusiopathiae possiede una neuraminidasi e una ialuronidasi che si ritiene siano importanti per l'attacco e la penetrazione del patogeno oltre a un polisaccaride di membrana che lo rende resistente alla fagocitosi. I fattori di virulenza di questo batterio sono tuttavia poco noti.

## Clinica
L'infezione da E. rhusiopathiae si manifesta in tre forme.
- La forma cutanea localizzata, nota come erisipeloide, è una patologia cutanea che si sviluppa in seguito ad abrasioni o punture sottocutanee contaminate da materiale infetto. Si sviluppa nella sede del trauma (solitamente le mani o gli avambracci) dopo 2-7 giorni di incubazione e si presenta come un eritema rosso-violaceo, dolente, pruriginoso, pulsante, ad estensione centrifuga ed irregolare, con un margine netto, rilevato, solitamente più chiaro e talvolta vescicoloso. L'eritema continua ad espandersi per 3-4 giorni mostrando risoluzione centrale ma raramente supera i 10 cm di diametro. Nel 10% dei casi è associato a febbre ed artralgie. Anche senza trattamento, si risolve spontaneamente in circa 2 settimane senza desquamazione, suppurazione o esiti discromici.
- La forma cutanea generalizzata ha un aspetto sovrapponibile alla localizzata ma è più estesa e spesso associata a sintomi sistemici quali febbre, artralgie e mialgie. Di solito si risolve spontaneamente ma più lentamente rispetto alla localizzata e vi è la possibilità di recidive.
- La forma sistemica è rara e caratterizzata da febbre, artralgie, mialgie, calo ponderale e manifestazioni cutanee quali papule rossastre perifollicolari o lesioni eritemato-edematose violacee con necrosi centrale. Si associa spesso a complicanze cardiache quali endocardite con perforazione della valvola aortica, insufficienza cardiaca congestizia e ascesso miocardico e meno comunemente ad artrite, osteomielite, meningite e pleurite.

## Diagnosi
La diagnosi nelle forme cutanee localizzate o generalizzate si effettua mediante una biopsia cutanea o un aspirato dalla base della ferita infetta. La cute mostra spongiosi o vescicolazione epidermica, derma edematoso, linfangite, congestione dei capillari ed infiltrato di neutrofili ed eosinofili. L'esame microscopico diretto raramente mostra i microrganismi poiché sono poco evidenziabili alla colorazione di Gram. Il batterio comunque è poco esigente e cresce sui comuni terreni di coltura formando colonie grigiastre α-emolitiche dopo 2-3 giorni di incubazione. Si ricorre all'emocoltura nelle forme sistemiche poiché in quelle cutanee risulta solitamente negativa. La sierologia è inutile poiché questo batterio determina una risposta anticorpale molto debole. Negli ultimi anni sono state sviluppate tecniche di PCR in grado di identificare il microrganismo.

## Trattamento
Le forme cutanee si risolvono spontaneamente in circa due settimane in caso di malattia localizzata e in circa quattro settimane per la variante generalizzata. Si può ottenere una risoluzione più rapida con l'impiego di antibiotici. Il trattamento d'elezione è l'antibioticoterapia con penicillina per via orale nelle forme cutanee ed endovena nelle sistemiche ma si possono utilizzare anche cefalosporine, eritromicina o ciprofloxacina. La risposta alle tetracicline e ai sulfamidici è inferiore e il batterio può talvolta essere resistente a queste classi di antibiotici.
La prevenzione si effettua mediante l'utilizzo di guanti e dispositivi di protezione adeguati ad evitare il contatto diretto con acqua, terreno o carne infetta nonché con l'utilizzo di antisettici per disinfettare le superfici contaminate. È disponibile un vaccino per i suini.